# Велика Сирия
Велика Сирия (на арабски: بلاد الشام, Билад аш-Шам) е обширна географска област в Близкия изток, която според иредентистката доктрина на Сирийската социална националистическа партия е естествената територия на сирийската нация.
Основателят на партията Антун Сааде, православен ливанец, включва в обхвата на Велика Сирия освен традиционно определяните като сирийски части на Леванта също и отдалечени територии, като Кувейт, Ирак, Синай, Киликия и Кипър. Идеолозите на Велика Сирия отхвърлят панарабизма и смятат, че нацията не може да се основава на език, религия или етнически произход, а на географските дадености - „естествени граници“.
Основана през 1932 година, когато бившите територии на Османската империя в Близкия изток са поставени под британски и френски контрол, Сирийската социална националистическа партия участва в съпротивата срещу френската власт в Ливан и Сирия, но не се превръща в масова организация. Образуването през 40-те години на съвременните близкоизточни държави - Сирия, Ливан, Ирак, Йордания, Израел – прави формирането на Велика Сирия нереалистично, като за осъществяването на проекта не са правени сериозни практически опити.